# Kanton Excideuil
Der Kanton Excideuil war von 1790 bis 2015 ein französischer Wahlkreis im Arrondissement Périgueux, im Département Dordogne und in der Region Aquitanien.

## Geschichte
Der Kanton wurde am 4. März 1790 im Zuge der Einrichtung der Départements als Teil des damaligen "Distrikts Excideuil" gegründet. Mit der Gründung der Arrondissements am 17. Februar 1800 wurde der Kanton als Teil des damaligen Arrondissements Périgueux neu zugeschnitten.
Siehe auch Geschichte Dordogne und Geschichte Arrondissement Périgueux.

## Gemeinden
| Gemeinde                  | Einwohner Jahr | Fläche km² | Bevölkerungsdichte | Code INSEE | Postleitzahl |
| ------------------------- | -------------- | ---------- | ------------------ | ---------- | ------------ |
| Anlhiac                   | 287 (2013)     | –          | – Einw./km²        | 24009      | 24160        |
| Clermont-d’Excideuil      | 244 (2013)     | –          | – Einw./km²        | 24124      | 24160        |
| Excideuil                 | 1.162 (2013)   | –          | – Einw./km²        | 24164      | 24160        |
| Génis                     | 464 (2013)     | –          | – Einw./km²        | 24196      | 24160        |
| Preyssac-d’Excideuil      | 173 (2013)     | –          | – Einw./km²        | 24339      | 24160        |
| Saint-Germain-des-Prés    | 532 (2013)     | –          | – Einw./km²        | 24417      | 24160        |
| Saint-Jory-las-Bloux      | 247 (2013)     | –          | – Einw./km²        | 24429      | 24160        |
| Saint-Martial-d’Albarède  | 485 (2013)     | –          | – Einw./km²        | 24448      | 24160        |
| Saint-Médard-d’Excideuil  | 526 (2013)     | –          | – Einw./km²        | 24463      | 24160        |
| Saint-Mesmin              | 293 (2013)     | –          | – Einw./km²        | 24464      | 24270        |
| Saint-Pantaly-d’Excideuil | 150 (2013)     | –          | – Einw./km²        | 24476      | 24160        |
| Saint-Raphaël             | 108 (2013)     | –          | – Einw./km²        | 24493      | 24160        |
| Sainte-Trie               | 114 (2013)     | –          | – Einw./km²        | 24507      | 24160        |
| Salagnac                  | 830 (2013)     | –          | – Einw./km²        | 24515      | 24160        |